# Vũ Văn Tiền
Vũ Văn Tiền (sinh 1959) là một doanh nhân Việt Nam. Ông hiện đang là Chủ tịch Hội đồng Quản trị Tập đoàn Geleximco (Công ty cổ phần Xuất nhập khẩu tổng hợp Hà Nội), nguyên Chủ tịch Hội đồng Quản trị Ngân hàng An Bình. Chủ tịch Hội đồng Quản trị Công ty Cổ phần Chứng khoán An Bình. Chủ tịch Hội đồng Quản trị Công ty Cổ phần Xi măng Thăng Long. Chủ tịch Hội đồng Quản trị Công ty Cổ phần An Hòa. Chủ tịch Hội đồng quản trị Công ty Ngôi sao An Bình, Phó chủ tịch Hội đồng Quản trị Tổng công ty Thủy sản Việt Nam.

## Các giải thưởng
- Huân chương lao động hạng nhất 2024.[1]
- Huân chương Lao động hạng III.
- Huy chương Vì thế hệ trẻ.
- Bằng khen của Thủ tướng Chính phủ.
- Bằng khen của UBND thành phố Hà Nội.
- Giải thưởng Sao đỏ năm 1999.[cần dẫn nguồn]
- Công dân Thủ đô ưu tú năm 2015 [2].